# Каменський сільський округ (Уланський район)
Ка́менський сільський округ (каз. Каменка ауылдық округі, рос. Каменский сельский округ) — адміністративна одиниця у складі Уланського району Східноказахстанської області Казахстану. Адміністративний центр — село Каменка.
Населення — 757 осіб (2021; 1120 у 2009, 1482 у 1999, 2034 у 1989).
Станом на 1989 рік існувала Каменська сільська рада (села Каменка, Степне, Тройніцьке) колишнього Тавричеського району.

## Склад
До складу округу входять такі населені пункти:
| Населений пункт  | Старі назви | Населення, осіб (1989) | Населення, осіб (1999) | Населення, осіб (2009) | Населення, осіб (2021) |
| ---------------- | ----------- | ---------------------- | ---------------------- | ---------------------- | ---------------------- |
| Каменка, село    | -           | 1436                   | 1012                   | 769                    | 590                    |
| Степне, село     | -           | 38                     | -                      | -                      | -                      |
| Тройніцьке, село | -           | 560                    | 470                    | 351                    | 167                    |